# FC Baulmes
El FC Baulmes es un club de fútbol suizo de la ciudad de Baulmes en . Fue fundado en 1940 y se desempeña en la 1.Liga.

## Jugadores
Actualizado 17 de abril de 2007.